# باري فريند
باري فريند (بالإنجليزية: Barry Friend) هو لاعب كرة قدم بريطاني، ولد في 13 أكتوبر 1951 في واندزوورث في المملكة المتحدة. لعب مع نادي فولهام ونادي ويمبلدون.